# 男性病学
男性病学（だんせいびょうがく）またはアンドロロジー（英: Andrology; 古希: ἀνήρ, anēr, 属格 ἀνδρός, andros '男' + -λογία, -logia）とは、男性の健康、特に男性特有の生殖器系や泌尿器系の問題を扱う医学分野の名称である。女性の健康、特に生殖系と泌尿器系の健康に特有の医学的問題を扱う婦人科学と対を成す。

## 概要
男性病学は、男性生殖器に関する先天性・後天性疾患（形成異常、肥大症、過小症、炎症、腫瘍など）を取り扱う。
生殖学的処置としては、精管結紮術、精管再建術（精管結紮術の逆手法）、精子・精液の凍結保存、外科的精子回収術、精液検査（不妊治療用または精管結紮術後）、生殖補助医療（ART）用の精子調製、精巣固定術などが挙げられる。

## 歴史
男性病学に関する最初の専門誌は、1969年以降に発行されたドイツの定期刊行物Andrologie（現在はAndrologia と呼ばれている）であった。次いで基礎と臨床の両方をカバーする専門誌として、International Journal of Andrology が1978年に発刊され、1992年にEuropean Academy of Andrology の機関誌となった。1980年には、米国アンドロロジー学会がJournal of Andrology を創刊した。2012年、これら2つの学会誌はAndrology 誌に統合され、2013年に創刊号が発行された。
日本では1974年にアンドロロジー研究会が設立され、1982年に日本アンドロロジー学会に改名された。機関誌はReproductive Medicine and Biology であり、2002年に日本生殖医学会、日本受精着床学会、日本アンドロロジー学会の合同機関誌として発刊された。